# منتخب تونس لكرة القدم المصغرة للسيدات
منتخب تونس لكرة القدم المصغرة للسيدات (بالفرنسية: Équipe de Tunisie féminine de minifootball)‏ (بالإنجليزية: Tunisia women's national minifootball team)‏، الملقب بنسور قرطاج، يمثل تونس في مسابقات كرة القدم المصغرة الدولية والإفريقية والعربية. وهو تابعة للجامعة التونسية لكرة القدم المصغرة.

## سجلات البطولة
كأس العالم للسيدات لكرة القدم المصغرة
| سجل كأس العالم للسيدات لكرة القدم المصغرة | سجل كأس العالم للسيدات لكرة القدم المصغرة | سجل كأس العالم للسيدات لكرة القدم المصغرة | سجل كأس العالم للسيدات لكرة القدم المصغرة | سجل كأس العالم للسيدات لكرة القدم المصغرة | سجل كأس العالم للسيدات لكرة القدم المصغرة | سجل كأس العالم للسيدات لكرة القدم المصغرة | سجل كأس العالم للسيدات لكرة القدم المصغرة | سجل كأس العالم للسيدات لكرة القدم المصغرة |                            |
| السنة                                     | الدور                                     | المركز                                    | لعب                                       | فوز                                       | تعادل                                     | خسر                                       | له                                        | عليه                                      |                            |
| ----------------------------------------- | ----------------------------------------- | ----------------------------------------- | ----------------------------------------- | ----------------------------------------- | ----------------------------------------- | ----------------------------------------- | ----------------------------------------- | ----------------------------------------- | -------------------------- |
| أوكرانيا 2021                             | لم يشارك بسبب جائحة كورونا                | لم يشارك بسبب جائحة كورونا                | لم يشارك بسبب جائحة كورونا                | لم يشارك بسبب جائحة كورونا                | لم يشارك بسبب جائحة كورونا                | لم يشارك بسبب جائحة كورونا                | لم يشارك بسبب جائحة كورونا                | لم يشارك بسبب جائحة كورونا                | لم يشارك بسبب جائحة كورونا |
| مجموع                                     | 0/1                                       |                                           |                                           |                                           |                                           |                                           |                                           |                                           |                            |